# Japan-Air-Lines-Flug 446
Der Japan-Air-Lines-Flug 446 (Flugnummer: JL446, Funkrufzeichen: JAPAN AIR 446) war ein Linienflug der Japan Air Lines vom Flughafen Kopenhagen-Kastrup zum Flughafen Tokio-Haneda mit einem planmäßigen Zwischenstopp auf dem Flughafen Moskau-Scheremetjewo. Am 28. November 1972 verunglückte auf diesem Flug ein Passagierflugzeug des Typs Douglas DC-8-62 unmittelbar nach dem Start zum zweiten Flugabschnitt. Bei dem Unfall kamen 61 Insassen ums Leben, es gab 15 Überlebende.

## Flugzeug
Die betroffene Maschine war eine Douglas DC-8-62, die zum Zeitpunkt des Unfalls dreieinhalb Jahre alt war. Die Maschine wurde im Douglas-Werk in Long Beach, Kalifornien montiert, ihr Roll-Out erfolgte am 4. Juni 1969. Das Flugzeug trug die Werknummer 46057; es handelte sich um die 474. Douglas DC-8 aus laufender Produktion. Die DC-8 wurde am 18. Juli 1969 mit dem Luftfahrzeugkennzeichen JA8040 neu an die Japan Air Lines ausgeliefert und trug bei dieser den Taufnamen Hida. Im April 1970 wurde das Flugzeug eingesetzt, um die Geiseln der Yodo-go-Entführung von der Republik Korea, wo sie entführt worden waren, nach Japan zurückzufliegen, und am 6. November, nur 22 Tage vor dem Absturz, wurde es als Ersatzflugzeug für die Entführer des Japan-Airlines-Flugs 351 vorbereitet, die um Asyl in Kuba gebeten hatten. Das vierstrahlige Langstrecken-Schmalrumpfflugzeug war mit vier Mantelstromtriebwerken des Typs Pratt & Whitney JT3D-3B-3B ausgerüstet.

## Insassen
Den Flug auf der Flugstrecke von Moskau nach Tokio hatten 62 Passagiere angetreten, von denen 52 Japaner waren. Es befand sich eine 14-köpfige Besatzung an Bord, bestehend aus einer doppelten Cockpitbesatzung (zwei Flugkapitänen, zwei Ersten Offizieren, zwei Flugingenieuren), sieben Flugbegleitern und einem Mitarbeiter der Japan Air Lines. 

## Unfallhergang
Der Flug auf dem ersten Flugabschnitt verlief ohne besondere Zwischenfälle, die Maschine landete um 18:17 Uhr auf dem Flughafen Moskau-Scheremetjewo. Um 19:38 Uhr wurde die Rollfreigabe erteilt, um 19:49 Uhr erhielten die Piloten die Freigabe für den Start von Startbahn 25. Unmittelbar nach dem Start um 19:51 Uhr Ortszeit stieg die Maschine in einem sehr steilen Winkel auf eine Höhe von etwa 100 Metern, verlor dann abrupt an Höhe und stürzte 150 Meter vom Ende der Startbahn entfernt in ein schneebedecktes Feld. Die Maschine wurde beim Aufprall zerstört und ging in Flammen auf. Von den 76 Insassen an Bord starben 62. Bei den 14 Überlebenden handelte es sich um insgesamt drei Mitglieder der Kabinenbesatzung, die hauptsächlich auf den Jumpseats in der ersten Klasse und an der vordersten Tür im vorderen Teil des Flugzeugs saßen, zwei Mitglieder der Kabinenbesatzung und neun Passagiere (acht Japaner und ein Neuseeländer) auf den Jumpseats in der letzten Tür der Economy-Klasse. Alle wurden schwer verletzt.

## Ursache
Der Flugunfalluntersuchung zufolge wurde der Unfall durch das Erreichen eines überkritischen Anstellwinkels nach dem Rotieren verursacht, wodurch es zum Strömungsabriss kam. Die Ermittler nahmen zwei Szenarien als möglichen Grund dafür an: (1) Die Flugbesatzung hatte versehentlich die Störklappen aktiviert, wodurch der Auftrieb schlagartig verloren ging und der Strömungswiderstand zunahm (2) Kontrollverlust durch die Besatzung als Folge einer Fehlfunktion der Triebwerke Nr. 1 und 2 aufgrund von Vereisung, zu der es gekommen war, während die Triebwerksenteisungsanlage abgeschaltet gewesen war. Auf dieses Szenario verwiesen von der Besatzung und Passagieren beobachtete Fehlfunktionen der Triebwerke beim Start. Die Ermittler waren jedoch der Ansicht, dass es zu der Fehlfunktion der Triebwerke auch gekommen sein könnte, weil die Maschine mit ausgefahrenen Störklappen einen überkritischen Anstellwinkel erreicht hatte.